# پلاک ۵۸۸ خیابان پارادی
«پلاک ۵۸۸ خیابان پارادی» (فرانسوی: 588 rue paradis‎) یک فیلم زندگینامه‌ای به کارگردانی آنری ورنوی فیلم‌ساز ارمنی-فرانسوی است که در سال ۱۹۹۲ منتشر شد. بازیگران اصلی این فیلم عبارتند از: کلودیا کاردیناله، عمر شریف، ریشار بری.

## بازیگران
- ریشار بری در نقش Pierre Zakar (Azad Zakarian)
- عمر شریف در نقش Hagop
- ناتالی روسل در نقش Gayane
- کلودیا کاردیناله در نقش Araxi (Mayrig)
- زابو بریتمن در نقش Astrid Sétian
- Diane Bellego در نقش Carole
- ژاک ویره در نقش Alexandre
- سیلوی ژولی در نقش Georgette Sylva
- Alexis Tomassian
- آندره ژولین
- دنیل لبرون
- Ève Ruggiéri
- Ginette Garcin
- آنری جانیک
- جکی نرسسیان
- Jean-Pierre Delage
- Maurice Chevit
- Stéphane Slima